# Anne Jackson
Anne June Jackson (Millvale, 3 september 1925 – New York, 12 april 2016) was een Amerikaanse actrice.

## Biografie
Jackson is een dochter van een gezin met vier kinderen, van wie zij de jongste was. Haar moeder had een Ierse achtergrond, haar vader kwam oorspronkelijk uit Kroatië.
Jackson begon met acteren in het theater. Zij maakte in 1944 haar debuut op Broadway in de musical The New Moon. Hierna heeft zij nog talloze rollen vertolkt op Broadway en off-Broadway.
Jackson speelde in televisieseries en films zoals The Shining (1980), Blinded by the Light (1980) en Everything's Relative (1987).
Zij gaf les in acteren aan de HB Studio in Manhattan (New York).
Jackson was sinds 5 maart 1948 tot diens dood in 2014 getrouwd met Eli Wallach; zij kregen drie kinderen.

## Filmografie

### Films
- 2008 · Lucky Days – als Corkie
- 2008 · Vote and Die: Liszt for President – als politieke aanhangster
- 2000 · Something Sweet – als oma
- 1999 · Man of the Century – als Margaret Twennies
- 1997 · Rescuers: Stories of Courage: Two Women – als Maman
- 1992 · Folks! – als Mildred Aldrich
- 1990 · Funny About Love – als Adele
- 1988 · Baby M – als Lorraine Abraham
- 1987 · Out on a Limb – als Bella Abzug
- 1984 · Sam's Son – als Harriet Orowitz
- 1982 · A Woman Called Golda – als Lou Kaddar
- 1981 · Leave 'em Laughing – als Shirlee
- 1980 · Blinded by the Light – als Frances Bowers
- 1980 · A Private Battle – als Katie Ryan
- 1980 · The Shining – als dokter
- 1979 · The Family Man – als Maggie Madden
- 1979 · The Bell Jar – als dr. Nolan
- 1977 · Nasty Habits – als zuster Mildred
- 1976 · 20 Shades of Pink – als ?
- 1973 · Sticks and Bones – als?
- 1971 · The Typists – als Sylvia Payton
- 1970 · Dirty Dingus Magee – als Belle Nops
- 1970 · Zig Zag – als Jean Cameron
- 1970 · Lovers and Other Strangers – als Kathy
- 1970 · The Angel Levine – als klant
- 1968 · The Secret Live of an American Wife – als Victoria Layton
- 1968 · How to Save a Marriage and Ruin Your Life – als Muriel Laszio
- 1967 · The Tiger Makes Out – als Gloria Fiske
- 1960 · Tall Story – als Myra Sullivan
- 1960 · Lullaby – als Eadie Horton
- 1959 · The Journey – als Margie Rhinelander
- 1950 · So Young So Bad – als Jackie Boone

### Televisieseries
Uitgezonderd eenmalige gastrollen.
- 1987 · Everyrhing's Relative – als Rae Beeby – 10 afl.
- 1956–1962 · General Electric Theater – als Jenny Dutton – 2 afl.
- 1953–1954 · The Philco Television Playhouse – als dochter – 2 afl.
- 1952 · The Web – als ? – 2 afl.
- 1949–1952 · Kraft Television Theatre – als ? – 2 afl.
- 1951–1952 · Armstrong Circle Theatre – als Lena – 2 afl.

## Theaterwerk op Broadway
- 1994 · The Flowering Peach – als Esther
- 1991–1993 · Lost in Yonkers – als oma Kurnitz
- 1989 · Cafe Crown – als Anna Cole
- 1982–1983 · Twice Around the Park – als Margaret Heinz / Edie Frazier
- 1973 · The Waltz of the Toreadors – als Madame sr. Pè
- 1972 · Promenade, All! – als moeder H. / Doris / Joan
- 1970 · Inquest – als Ethel Rosenberg
- 1968 · The Exercise – als de actrice
- 1964–1967 · Luv – als Ellen Manville
- 1961 · Rhinoceros – als Daisy
- 1956–1957 · Major Barbara – als Barbara Undershaft
- 1956–1957 · Middle of the Night – als de dochter
- 1953–1954 · Oh, Men! Oh, Women! – als Mildred Turner
- 1951 · Never Say Never – als Coralie Jones
- 1950–1951 · Arms and the Man – als Louka
- 1949 · Love Me Long – als Margaret Anderson
- 1949 · Magnolia Alley – als Nita
- 1948–1949 · Summer and Smoke – als Nellie Ewell
- 1948 · The Last Dance – als Judith
- 1947 · Yellow Jack – als mrs. Blake
- 1946–1947 · A Pound on Demand / Androcles and the Lion – als Christian
- 1946–1947 · Joh Gabriel Borkman – als Frida Foldal
- 1946–1947 · What Every Woman Knows – als ?
- 1946–1947 · Ling Henry VII – als ?
- 1945 · Signature – als Alice Stuart
- 1945 · The Cherry Orchard – als ?
- 1944 · The New Moon – als?

- Biblioteca Nacional de España: XX1574556
- Bibliothèque nationale de France: cb14189507h (data)
- Gemeinsame Normdatei: 1126598178
- International Standard Name Identifier: 0000 0001 1476 9388
- Library of Congress Control Number: n79021652
- MusicBrainz: 3b3af762-9107-45d1-9233-9fad94e40a42
- Nationale Bibliotheek van Israël: 987007365610105171
- SNAC: w65x4j6h
- Système universitaire de documentation: 10050714X
- Virtual International Authority File: 87296554
- WorldCat: E39PBJcBYfwmk7Vmhpt8jfJRrq